# Іменник
Іме́нник — самостійна частина мови, що має значення предметності, вираженої у формах роду, числа і відмінка, відповідає на питання хто? або що?. В українській мові, яка належить до флективних синтетичних мов, іменник є змінною частиною мови, загалом, в інших мовах іменник може не змінюватися.

## Лексико-граматичні розряди іменника
Граматичні категорії іменника
| Рід       | Рід     | Рід      | Рід      | Число  | Число   | Відмінок | Відмінок | Відмінок  | Відмінок  | Відмінок | Відмінок | Відмінок |
| --------- | ------- | -------- | -------- | ------ | ------- | -------- | -------- | --------- | --------- | -------- | -------- | -------- |
| Чоловічий | Жіночий | Середній | Спільний | однина | множина | Називний | Родовий  | Давальний | Знахідний | Орудний  | Місцевий | Кличний  |

### Іменники-назви істот і неістот
Іменники, що відповідають на запитання хто?, об'єднуються у семантичну групу назв істот.
| До назв істот належать іменники, що називають: | Приклади:                                                               |
| ---------------------------------------------- | ----------------------------------------------------------------------- |
| людей                                          | хлопець, донька, дитя, мандрівник, француз, інженер, професор, балерина |
| тварин, птахів, комах                          | ведмідь, корова, чапля, індик, синиця, бджола, комар                    |
| міфологічних істот                             | демон, лісовик, відьма, русалка                                         |
|                                                |                                                                         |
|                                                |                                                                         |

Решта іменників відповідає на запитання що? і складає групу назв неістот.
| До назв неістот також належать іменники, що називають: | Приклади:                                     |
| ------------------------------------------------------ | --------------------------------------------- |
| сукупності осіб                                        | група, натовп, загін, юрба, зграя, табун, рій |
| назви організмів                                       | бацила, мікроб, вірус                         |

Граматичне поняття істоти/неістоти не збігається з поняттям живого/неживого в природі.
Назви істот і неістот розмежовуються за допомогою запитань:
- для істот-хто? кого?
- для неістот-що? чого?

| Морфологічні характеристики:                                                                           | Приклади:                                                         |
| --- | ----------------------------------------------------------------- |
| у назвах істот-осіб чоловічого роду збігаються форми знахідного та родового відмінків однини і множини | родовий відмінок — друга, друзів знахідний відмінок-друга, друзів |
| у назвах неістот збігаються форми називного і знахідного відмінків множини                             | книги (стоять)-(бачу) книги столи (стоять)-(перенесуть) столи     |

### Іменники власні і загальні назви
Загальний іменник — це назва, що є спільною для ряду однотипних істот, предметів, явищ, понять. Наприклад: хлопець, газета, критика, простір, час, добро, пароплав, обід.
Власний іменник — це індивідуальна назва одного з ряду однотипних предметів чи одного існуючого.
Це прізвища, імена, по батькові людей, клички тварин, географічні та астрономічні назви, назви державних посад, установ, свят, книг, журналів тощо. Іменники, які є власними назвами характеризуються тим, що пишуться з великої літери, мають або тільки однину (Дунай, Львів), або тільки множину (Карпати, Черкаси).
Власні і загальні назви різняться граматично і орфографічно. Власні назви мають одну форму числа і пишуться з великої літери: Суми, Орел, Земля, Урал.
Іменники, що відповідають на питання хто?, об'єднуються в семантичну групу назв істот. Сюди належать: назви людей (хлопець, дядько, бабуся, дочка, дитя, мандрівник, інженер, професор, балерина, Микола, Олеся); назви звірів, птахів (ведмідь, лось, сарна, корова, вівця, Рябко, Мурчик, журавель, чапля, півень, індик, качка, синиця, снігур); назви міфологічних істот (лісовик, змій, відьма, русалка); назви померлих (мрець, покійник, небіжчик); назви карт, шахових фігур (валет, пішак) та ін.
Решта іменників відповідає на питання що? і становить групу назв неістот: земля, острів, будинок, думка, мрія, питання. До цієї групи належать також іменники, що позначають сукупності людей, тварин тощо: юрба, натовп, загін, армія; зграя, табун, рій.
Поділ іменників на ці дві групи має формальне вираження. В іменників — назв істот форми знахідного відмінка однини і множини чоловічого роду збігаються з формами родового відмінка, а неістот — із формами називного відмінка: бачу (кого?) брата, братів; шукаю (кого?) помічника, помічників; знаю (кого?) сусіда, сусідів; але бачу (що?) автомобіль, автомобілі; шукаю (що?) рукопис, рукописи; знаю (що?) вірш, вірші. Для іменників жіночого і середнього роду така диференціація характерна тільки у формі знахідного відмінка множини: бачу (кого?) сестер, каченят, але бачу (що?) картини, вікна.
Серед іменників виділяють назви загальні і власні. Узагальнене найменування ряду однорідних, однотипних предметів, істот, явищ є назвою загальною (корабель, підлога, письменник, сусідка, сніг, ожеледиця). Власні назви — це найменування одиничних предметів, істот чи явищ, виділених із однотипного ряду, або найменування чогось (чи когось), що (чи хто) є єдиним, неповторним. Наприклад: Олена, Іван, Суми, Україна, Стожари, Європа, «Всесвіт» (журнал) тощо. Власні назви завжди пишуться з великої літери.

### Класифікація за особливостями лексичного значення
Іменники поділяються й на інші семантико-граматичні групи, що залежить від особливостей їх лексичного значення. В основі такого поділу, як правило, лежить протиставлення за якоюсь ознакою (назви конкретні — абстрактні, одиничні — збірні, предметні — речовинні та ін.).
Іменники — назви предметів, явищ навколишньої дійсності, що пізнаються органами чуття людини, називаються конкретними: сніг, книга, гребінь, квітка, Сиваш.
Абстрактні іменники не мають конкретного лексичного значення, а називають поняття, явища, властивості, які не можна сприйняти органами чуття: читання, простота, сум, виховання. Характерною ознакою абстрактних іменників є суфікси -ість, -ств(о), -зтв(о), -цтв(о), -анн(я), -изм, -ізм, -їзм: прикрість, убозтво, навчання, класицизм, героїзм. Абстрактні іменники вживаються переважно у формі однини.
Збірні іменники є назвами сукупності однакових чи подібних предметів, що сприймаються як єдине ціле: братство, козацтво, гарбузиння, гайвороння, зілля, бадилля. Збірні іменники не мають форми множини.
Іменники зі значенням речовинності називають однорідну речовину: тісто, молоко, залізо, кисень, папір, камінь, цемент. Речовинні іменники можуть мати форму тільки однини (азот, горох, бузина, срібло) чи множини (дріжджі, гроші).

### Іменники зі значенням конкретності або абстрактності
Слова, що позначають назви, співвідносні з конкретними речами, властивостями, діями, називаються конкретними. Це назви, які позначають реалії, що можна пізнати органами чуття.
Слова, які позначають назви процесів, ознак, властивостей, що не належать до якихось конкретних предметів і мисляться поза зв'язком з ними, називаються абстрактними (від лат. abstraction — відтягнення, відвернення). Це іменники, які називають поняття, що не мають реального втілення (хоч виникнення та існування їх неможливе без такої реальності), тобто вказують на стан (сон, тиша), почуття (кохання, ненависть), процес (хід, біг), якість (чорнота, ясність), риси характеру (доброта, злоба, вихованість), різні вияви інтелектуального рівня людини (знання, розум), відносини між особами, народами (дружба, мир), поняття етикету (вітання), є науковими та виробничими термінами.
З-поміж абстрактних іменників виділяються :
| Абстрактні іменники | Приклади                  |
| ------------------- | ------------------------- |
| непохідні           | воля, сила, мрія, ідея    |
| похідні             | дружба, висота, багатство |

| З книжними суфіксами | Приклади                     |
| -------------------- | ---------------------------- |
| -ість                | якість, щедрість, духовність |
| -ств(о)              | суспільство, студентство     |
| -цтв(о)              | мистецтво, керівництво       |
| -зтв(о)              | боягузтво, убозтво           |
| -от(а)               | спільнота, гризота           |
| -нн(я)               | вміння, навчання             |
| -тт(я)               | почуття, сприйняття          |
| -изм                 | ліризм, класицизм            |
| -ізм, -їзм           | героїзм, реалізм             |
| -ощ(і)               | пустощі, прикрощі            |

### Іменники зі значенням збірності
Іменники, які позначають сукупність однакових або подібних предметів, що сприймаються як ціле, називаються збірними. Найчастіше таку сукупність створюють назви істот, рослин, та ін.: молодь, дітвора, деканат, березняк, листя, коріння. Вони не мають форми множини, через те, що виражають об'єднання багатьох предметів, які не підлягають лічбі. Проте в них є рід і словозміна. Їх легко розрізняти за суфіксами :
| Суфікси             | Приклади                 |
| ------------------- | ------------------------ |
| -ств(о)/-цтв(о)/:   | студентство, парубоцтво; |
| -н(я):              | вороння, коріння;        |
| -инн(я)/-овинн(я)/: | ластовиння. кукурудзиння |
| -в(а):              | мушва, братва;           |
| -от(а):             | голота, кіннота;         |
| -ин(а)/-овин(а)/:   | озимина, городина;       |
| -ник/-няк/:         | чагарник, сосняк;        |
| -еч(а):             | стареча, малеча;         |
| -і(я):              | братія, адміністрація;   |
| -ик(а)/-ік(а)/:     | символіка, проблематика; |
| -арій:              | розарій, гербарій;       |
| -іан(а):            | Франкіана.               |

Деякі збірні іменники утворилися без суфіксів: хмиз, юнь, молодь.
До збірних не належать:
- іменники, що підлягають лічбі
- іменники, що мають форми однини і множини

Приклади: група, загін, рій, ліс, народ, полк, екіпаж та ін.

### Іменники зі значенням речовинності
Речовинні іменники називають речовину.
Речовина, як відомо, рахунку не підлягає, її можна лише виміряти і вже потім порахувати одиниці вимірювання. Тому, речовинні іменники вживаються лише в однині.
| Речовинні іменники можуть мати форму множини, якщо: | Приклади                                                                                |
| --------------------------------------------------- | --------------------------------------------------------------------------------------- |
| вказують на різновиди, ґатунок                      | мінеральні води, натуральні соки, ефірні спирти                                         |
| вказують на велику кількість                        | Вівса, пшениці, ячмені — все це зіллялось в одну могутню хвилю. (Михайло Коцюбинський). |

## Морфологічні ознаки іменника
Більшість іменників української мови змінюється за числом, належать до одного з трьох родів і змінюються за відмінками. За відмінюванням іменники української мови поділяються на 4 відміни.

### Число
Більшість українських іменників мають як однину, так і множину: дівчина — дівчата, книга — книги, село — села.
Окрему групу іменників складають такі, що мають лише однину (singularia tantum): Україна, щастя, гордість.
Іменники, які мають тільки множину утворюють групу pluralia tantum: Карпати, штани, ножиці.
В діалектах української мови та в архаїчній мові збереглася двоїна: руці, нозі.

### Рід
В українській мові всі іменники, що мають однину, належать до одного з чотирьох родів: чоловічого, жіночого, середнього або спільного. Рід іменника не змінюється на відміну від роду інших частин мови: прикметників, займенників, числівників.

### Відмінок
В українській мові іменник має сім відмінків. Відмінювання іменників служить для встановлення функції іменника в реченні й здійснюється за допомогою зміни закінчень та прийменників. Відмінювання характерне також для інших флективних мов, хоча кількість відмінків у різних мовах може бути різною.

### Відміна
В українській мові всі іменники належать до однієї з чотирьох відмін — груп іменників із спільними правилами утворення відмінків.

## Синтаксичні функції іменника
У реченні іменник може виконувати функції підмета, додатка, іменної частини присудка, неузгодженого означення та обставини.
| Функція                 | Приклад                             |
| ----------------------- | ----------------------------------- |
| Підмет                  | Споконвіку Прометея там орел карає… |
| Додаток                 | Споконвіку Прометея там орел карає… |
| Іменна частина присудка | Я — син народу, що вгору йде…       |
| Неузгоджене означення   | Я — син народу, що вгору йде…       |
| Обставина               | … а попід горою козаки йдуть.       |